# أحداث نجران (2000)
أحداث نجران، وقعت في 21 أبريل 2000 - 4 نوفمبر 2008 في مدينة نجران جنوب السعودية، حيث قام مجموعة من المذهب الإسماعيلي بمحاصرة مكان إقامة مشعل بن سعود بن عبد العزيز، أمير منطقة نجران في فندق هوليداي ان، وإحراق بعض السيارات وقتل أحد رجال الأمن وإصابة ثلاثة آخرين. كما قامت قوة الواجب اللواء الرابع بقيادة اللواء الركن حمود سليمان الخماش باعتقال المتورطين في أحداث نجران، وكان سبب حدوث هذا قيام رجال الشرطة وهيئة الأمر بالمعروف والنهي عن المنكر بمهاجمة مركز دعوة الإسماعيلية والقبض على عدة أشخاص بتهمة ممارسة أعمال السحر والشعوذة. وذكر الأمير سلطان بن عبد العزيز آل سعود في أحد لقاءاته «إن هذه الحادثة ليس لها قيمة» واعتبر الوزير السعودي ما حدث في نجران مجرد حالة شاذة، لا يمثلون شيئا، وأن الأمن مستتب في المنطقة

## العفو الملكي 2009
في شهر رمضان المبارك الموافق أغسطس 2009 أصدر خادم الحرمين الشريفين الملك عبدالله بن عبد العزيز آل سعود عفواً ملكياً عن السجناء المتورطين في الأحداث وهم 17 شخصاً، وقد ثمن عدد من مشايخ الاسماعيلية تلك الخطوة وعبر عدد من وجهاء المنطقة والأهالي عن ارتياحهم لهذه المبادرة.